# シネラマ (バンド)
シネラマ（CINERAMA）はイギリス・イングランド・リーズ出身のロック・バンド、ザ・ウェディング・プレゼント(The Wedding Present)（以下TWPに省略）のフロントマン、デイヴィッド・ルイス・ゲッジ (David Lewis Gedge)が1998年にスタートさせたグループ。TWPの作品も手がけたエンジニア、スティーヴ・アルビニ（Steve Albini）も製作陣に迎えた『Disco Volante』、『Torino』など、2002年までに3作のオリジナル・アルバムをリリースしている。
開始当初はバンド休止中の間に活動するソロのポップ・ユニット的な位置づけだったが、時を経て活動が本格化し、結局TWPと似た様な指向性のギター・ロック・バンドへと変化を遂げる事となり、また1997年の活動休止時のTWPのメンバーたちが再始動に否定的であった事もあって、最終的に2004年4月、当時のシネラマのメンバーのままTWPとしてのアルバム制作（のちの2005年作『TAKE FOUNTAIN』）に着手。そのまま現在のTWPの活動へとシフトしていく事となった。
その後、2009年以降毎年8月に、フロントマンのデイヴィッド・ルイス・ゲッジが主催している音楽フェスティヴァル「At the Edge of the Sea」でシネラマ名義としてのライヴを行っているが、実質的にはその時点でのTWPのメンバーがそのまま参加して、シネラマ時代のレパートリーを演奏するものとなっている。なお、2013年10月にはシングル「I Wake Up Screaming」を発表しているが、同曲もTWPのステージで既に演奏されていたものだった。
2015年5月にはTWPの2012年同名作を完全リアレンジの上再録音した『Valentina』、同作発売記念で2015年6月6日に行なわれた英ロンドン公演を収録したCDとDVDの2枚組『Live 2015』を2015年11月にリリース、2024年12月にはシネラマとしてのデビュー作『Va Va Voom』の発売25周年を記念して2023年に全編再録音した『Va Va Voom 25』をリリースした。

## ディスコグラフィー

### スタジオ・アルバム
- Va Va Voom (1998)
- Disco Volante (2000)
- Torino (2002)
- Valentina (2015)
- Va Va Voom 25 (2024)

### コンピレーション・アルバム
- This Is Cinerama (2000)
- Cinerama Holiday (2002)
- Seven Wonders Of The World (2014)

### BBCセッション・アルバム
- John Peel Sessions (2001)
- John Peel Sessions : Season 2 (2003)
- John Peel Sessions : Season 3 (2007)
- The Complete Peel Sessions [3CD/上記3枚をそのまま収録] (2007)
- Marc Riley Session (2018)

### シングル
- Kerry Kerry (1998)
- Dance, Girl, Dance (1998)
- Pacific / King's Cross [両A面] (1999)
- Manhattan (2000)
- Wow (2000)
- Lollobrigida (2000)
- Your Charms (2000)
- Superman (2001)
- Health & Efficiency (2001)
- Quick, Before It Melts (2002)
- Careless (2002)
- Don't Touch That Dial (2003)
- It's Not You, It's Me (2004)
- I Wake Up Screaming (2013)
- White Riot / The Name Of The Game (2018)

### ライヴ・アルバム
- Live In Los Angeles (2002)　※通信販売／ライヴ会場限定
- Live In Belfast (2003)　※通信販売／ライヴ会場限定
- Live In New York (2010)　※ダウンロード限定販売
- Live 2015 (2015)

### DVDソフト
- Get Up and Go (2004)